# Список умерших в 1933 году
В этой статье представлен список известных людей, умерших в 1933 году.
- См. также: Категория:Умершие в 1933 году

## Январь
- 5 января — Ю́лиуш Клос, польский историк архитектуры, профессор Университета Стефана Батория.
- 7 января — Николай Садовский (76) — российский и украинский актёр и режиссёр.
- 7 января — Берт Хинклер (40) — один из пионеров австралийской авиации и изобретатель.
- 9 января — Сергей Елпатьевский (88) — народоволец, русский, советский писатель, врач.
- 10 января — Сергей Платонов — русский историк, академик Российской академии наук.
- 11 января — Освальд Мариан Бальцер (74) — польский историк, профессор польского права в Львовском университете.
- 21 января — Джордж Огастас Мур — ирландский поэт, прозаик, драматург и критик.
- 23 января — Аполлинарий Васнецов (76) — русский художник, мастер исторической живописи, искусствовед.
- 23 января — Пётр Геллер (70) — российский и советский художник-живописец.
- 31 января — Джон Голсуорси (65) — английский прозаик и драматург, автор знаменитого цикла «Сага о Форсайтах», лауреат Нобелевской премии по литературе (1932).
- 31 января — Альфредо Салафия (63) — сицилийский химик, специалист по бальзамированию.

## Февраль
- 5 февраля — Илларион Тихомиров (71) — краевед Ярославской губернии, историк, археолог, искусствовед, реставратор, музейный и архивный деятель.
- 6 февраля — Василий Босоногий — русский странник.
- 7 февраля — Альберт Аппоньи (86) — венгерский политический деятель.
- 15 февраля — Пэт Салливан (46) — австралийский и американский карикатурист, мультипликатор и кинопродюсер, пионер анимации.
- 17 февраля — Токтогул Сатылганов (68) — киргизский советский народный акын.
- 17 февраля — Ян Тамм (58) — российско-эстонский валторнист и музыкальный педагог.
- 18 февраля — Никандр (Феноменов) (60) — епископ Русской православной церкви, митрополит Ташкентский.
- 23 февраля — Василий (Богдашевский) — епископ Русской православной церкви, архиепископ Каневский, викарий Киевской епархии. Богослов.
- 23 февраля — Пётр Ганнушкин (57) — русский психиатр.
- 23 февраля — Владимир Пухальский (85) — русский и украинский пианист, композитор и педагог.
- 24 февраля — Виктор Долидзе — советский грузинский композитор.
- 26 февраля — Александр Михайлович (внук Николая I) (66) — российский государственный и военный деятель, четвёртый сын великого князя Михаила Николаевича и Ольги Фёдоровны, внук Николая I.
- 28 февраля — Фёдор Родичев (79) — российский политический деятель.

## Март
- 1 марта — Владимир Жилка, белорусский поэт.
- 1 марта — Иринарх (Синеоков-Андреевский)(61) — архиепископ Пермский.
- 3 марта — Тихон Шаламов (род. в 1868) — отец писателя Варлама Шаламова, священник.
- 12 марта — Евгений Бобров (66) — российский философ, историк философии и литературы.
- 26 марта — Стефан (Бех) (60) — епископ Православной Российской Церкви.
- 27 марта — Вайнер, Уильям (51) — австралийский шахматист.
- 28 марта — Фридрих Цандер, советский учёный и изобретатель, один из пионеров ракетной техники.
- 29 марта — Александр Лейбович Шмулер (43) — русский и нидерландский скрипач и дирижёр.

## Апрель
- 3 апреля — Алексей Пешехонов (66) — русский экономист, журналист, политический деятель.
- 5 апреля — Ялмар Меллин (78) — финский математик, специалист в области теории функций.
- 5 апреля — Уолтер Эдмунд Рот (72) — британский антрополог и врач.
- 12 апреля — Зелия Наттолл (75), американская исследовательница, археолог и антрополог, специалист по древностям Мексики и доколумбовым рукописям.
- 17 апреля — Константин Марджанишвили (60) — российский, грузинский и советский режиссёр театра и кино, основоположник грузинского театра, Народный артист Грузинской ССР.
- 20 апреля — Георг Макко (70) — немецкий художник и иллюстратор.
- 20 апреля — Борис Розинг (63) — российский инженер-физик, автор первых опытов по телевидению.
- 21 апреля — Альфонс Парчевский (83) — польский юрист, историк, этнограф, общественный деятель и политик. Член Государственной думы.
- 24 апреля — Гарольд Крофтон Слэй (65) — австралийский предприниматель и судовладелец, основатель компании H.C. Sleigh and Company.
- 27 апреля — Анна Блос (66) — немецкая политическая деятельница, член СДПГ.
- 27 апреля — Павел Ладан — украинский издатель и журналист, активный участник революционного коммунистического движения.
- 29 апреля — Юозас Тумас-Вайжгантас (63) — литовский писатель, литературовед и общественный деятель.

## Май
- 4 мая — Спиридон Меликян (52), советский музыковед, композитор, хормейстер, общественный деятель.
- 6 мая — Ли Цинъюнь (256), китайский долгожитель.
- 7 мая — Александр (Бялозор) (67), епископ Русской православной церкви, епископ Ростовский и Таганрогский.
- 7 мая — Серафим (Мещеряков) (73),епископ Православной Российской Церкви.
- 10 мая — Тимофей Гликман (51) русский писатель, филолог-эллинист, переводчик с испанского, итальянского, немецкого и греческого языков.
- 10 мая — Алексей Свидерский (55) советский государственный и партийный деятель.
- 13 мая — Микола Хвылевой (39) украинский советский поэт, прозаик, публицист.
- 14 мая — Владимир Шемет (59) украинский общественно-политический деятель, активный участник украинского национального движения.
- 23 мая — Сабит Донентаев (42)
- 23 мая — Сергей Дядюша военный деятель России и Украины.
- 24 мая — Виктор Долидзе (39), казахский поэт-сатирик, публицист, общественный деятель.
- 25 мая — Эрнестс Вигнерс (83) латвийский композитор и хоровой дирижёр.
- 28 мая — Эдуард Айре (56) российский военный деятель, генерал.
- 30 мая — Семен Гершгорин советский математик.

## Июнь
- 16 июня — Хаим Арлозоров (34) — писатель, политик, один из лидеров сионистского движения, член руководства Еврейского агентства и глава его Политического Управления.
- 16 июня — Антоний Бескид (77) — русинский политический и государственный деятель Австро-Венгрии и первой Чехословацкой Республики, юрист.
- 19 июня — Йоселе Розенблат — американский синагогальный кантор.
- 20 июня — Клара Цеткин (75) — одна из основателей Коммунистической партии Германии, активистка борьбы за права женщин.
- 25 июня — Анна Бригадере (71) — латышская писательница и драматург.
- 27 июня — Николай Смирнов (43) — российский писатель и драматург, автор повести «Джек Восьмёркин — американец» (1930).
- 30 июня — Эдвард Хорнел (68) — шотландский художник-постимпрессионист, активный член группы Глазго Бойс.

## Июль
- 2 июля — Павел Лебедев (61) — русский и советский военный деятель.
- 3 июля — Василий Экземплярский (58) — религиозный философ и богослов, публицист.
- 7 июля — Николай Скрипник (61) — советский политический деятель.
- 13 июля — Нар-Дос (66) — знаменитый армянский новеллист.
- 17 июля — Стасис Гиренас (39) — американский лётчик литовского происхождения. Погиб совершая трансатлантический перелёт по маршруту Нью-Йорк — Каунас.
- 17 июля — Стя́понас Да́рюс, литовский лётчик, национальный герой (род. 1896).
- 18 июля — Николай (Покровский) (82) — епископ Русской православной церкви.

## Август
- 20 августа — Василий Болдырев (58) — русский военный и государственный деятель, русский военачальник, генерал-лейтенант. Участник Белого движения на Востоке России.
- 20 августа — Разумник Степанов (44) — подъесаул, участник Первой мировой войны и Гражданской войны в России.
- 26 августа —Капитолий Дулин (57) — русский архитектор и инженер, один из ярких представителей московского модерна.
- 26 августа — София Парнок (48) — русская поэтесса, переводчица.
- 26 августа — Николай Ашмарин (62) — российский языковед, составитель многотомного словаря чувашского языка.

## Сентябрь
- 5 сентября — Пётр Баранов (40) — советский военный и партийный деятель.
- 5 сентября — Абрам Гольцман (38) — советский государственный и партийный деятель, начальник Всесоюзного объединения гражданского воздушного флота при Совете Труда и Обороны СССР (1930-1933), авиакатастрофа.
- 5 сентября — Сергей Горбунов (30 или 31) — один из организаторов советской авиационной промышленности; авиакатастрофа.
- 7 сентября — Александр Гранат (72) — российский издатель, основатель знаменитого издательства «Гранат».
- 8 сентября — Фейсал I (50) — первый король Ирака и Сирии.
- 15 сентября — Хафец-Хаим (95) — крупнейший раввин, алахист и моралист. Духовный лидер еврейства Польши и России.
- 16 сентября — Алексей Едрихин (66) — военный писатель, автор работ в области геополитики.
- 20 сентября — Всеволод Демченко (58) — русский инженер, предприниматель и политический деятель.

## Октябрь
- 5 октября — Николай Юденич, российский военный деятель, генерал от инфантерии (1915).
- 6 октября — Захарий Палиашвили (62) — грузинский композитор, педагог, музыкально-общественный деятель.
- 14 октября — Константин Лосский (69) — украинский правовед, историк, общественный и политический деятель.
- 14 октября — Николай Мартос (74) — русский военачальник, генерал от инфантерии.
- 23 октября — Иван Герман (58) — русский архитектор, автор многочисленных построек в Москве.
- 24 октября — Сергей Нюренберг — российский и латвийский общественный деятель, журналист.
- 26 октября — Даниил Ридель — советский дипломат, участник Гражданской войны, разведчик.

## Ноябрь
- 2 ноября — Александр Сибиряков, российский золотопромышленник, исследователь Сибири.
- 3 ноября — Пьер Поль Эмиль Ру, выдающийся французский бактериолог.
- 13 ноября — Хьюго Тросселл (49) австралийский офицер.
- 19 ноября — Шмуэль Гордон, педагог, поэт, переводчик и исследователь Библии.

## Декабрь
- 9 декабря — Феликс Заменгоф (65) — польский фармацевт, эсперантист и литератор, брат Л. Л. Заменгофа.
- 9 декабря — Глеб Ивашенцов (50) — советский терапевт, инфекционист, организатор здравоохранения.
- 10 декабря — Владимир Леонтович (67) — украинский общественно-политический деятель, писатель и меценат, по специальности юрист.
- 11 декабря — Сергей Наумов (59) — русский (советский) химик-органик.
- 12 декабря — Абдуррагим-бек Ахвердов (63) — азербайджанский драматург и писатель.
- 12 декабря — Хенрик Халбан (63) — польский невролог, психиатр, профессор Львовского университета.
- 13 декабря — Николай Шевелёв — полковник, военный инженер.
- 15 декабря — Порфирий Мартынович (77) — украинский художник, график, фольклорист и этнограф.
- 17 декабря — Тхуптен Гьяцо (57) — Далай-лама XIII.
- 18 декабря — Сергей Минцлов (63) — русский писатель, автор ряда исторических романов, ценитель и знаток русской книги, библиограф.
- 25 декабря — Александр Мревлишвили (67) — грузинский живописец, представитель реалистического направления в грузинском искусстве.
- 26 декабря — Эдуард Вильде (68) — выдающийся эстонский писатель и драматург, представитель критического реализма в эстонской литературе.
- 26 декабря — Анатолий Луначарский (58) — академик АН СССР (1930), с 1917 по 1929 — нарком просвещения, активный участник Октябрьской революции 1917.

## Дата неизвестна или требует уточнения
- Абрам Гершензон (64 или 65) — российский и советский педиатр, организатор здравоохранения, брат Михаила Гершензона.
- Мадазимов Рахмонберди — основатель театрального движения на Юге Кыргызстана, основатель и директор театра имени Бобура города Ош (умер в конце мая 1933 года).